# Trisagion (Pärt)
Pour les invocations religieuses, voir Trisagion.
Trisagion est une œuvre pour orchestre symphonique du compositeur estonien Arvo Pärt composée en 1992.

## Historique
Trisagion, écrit en 1992 et révisé en 1995, est composé pour le 500e anniversaire de la fondation de la paroisse du prophète Élie à Ilomantsi en Finlande.

## Structure
Trisagion est une œuvre en un mouvement unique basé sur le Trisagion de l'Église orthodoxe et des Églises catholiques orientales. L'exécution de l'œuvre dure environ 12 minutes.

## Discographie sélective
- Sur le disque Litany par l'Orchestre de chambre de Lituanie dirigé par Saulius Sondeckis chez ECM, 1996.